# Garrett (Indiana)
Garrett és una població dels Estats Units a l'estat d'Indiana. Segons el cens del 2000 tenia 6.152 habitants.

## Demografia
Segons el cens del 2000, Garrett tenia 5.803 habitants, 2.185 habitatges, i 1.516 famílies. La densitat de població era de 715,8 habitants/km².
Dels 2.185 habitatges en un 36,8% hi vivien nens de menys de 18 anys, en un 52,9% hi vivien parelles casades, en un 12,1% dones solteres, i en un 30,6% no eren unitats familiars. En el 25,6% dels habitatges hi vivien persones soles el 10,9% de les quals corresponia a persones de 65 anys o més que vivien soles. El nombre mitjà de persones vivint en cada habitatge era de 2,63 i el nombre mitjà de persones que vivien en cada família era de 3,15.
Per edats la població es repartia de la següent manera: un 28,7% tenia menys de 18 anys, un 9,7% entre 18 i 24, un 31,1% entre 25 i 44, un 19,1% de 45 a 60 i un 11,3% 65 anys o més.
L'edat mediana era de 32 anys. Per cada 100 dones de 18 o més anys hi havia 92,5 homes.
La renda mediana per habitatge era de 41.747$ i la renda mediana per família de 48.403$. Els homes tenien una renda mediana de 35.814$ mentre que les dones 22.389$. La renda per capita de la població era de 17.260$. Entorn del 4,1% de les famílies i el 6% de la població estaven per davall del llindar de pobresa.

## Poblacions més properes
El següent diagrama mostra les poblacions més properes.